# Pirates of the Caribbean – Fremde Gezeiten
Pirates of the Caribbean – Fremde Gezeiten (ugs.: Fluch der Karibik 4, Originaltitel: Pirates of the Caribbean: On Stranger Tides) ist ein US-amerikanischer Piratenfilm des Regisseurs Rob Marshall aus dem Jahr 2011. Es ist der vierte Film der Pirates-of-the-Caribbean-Reihe.

## Handlung
Spanische Fischer ziehen einen alten Mann aus dem Meer, der die legendäre Quelle der ewigen Jugend entdeckt haben soll. Der Fall wird vor den spanischen König gebracht, der seine Flotte sofort mit der Suche nach dem Jungbrunnen beginnen lässt.
Währenddessen treffen Gibbs und Jack Sparrow bei einem Gerichtsprozess in London aufeinander, in dem Piraten am laufenden Band verurteilt werden. Gibbs und Jack Sparrow entkommen, weil sich Jack als Richter ausgibt und den Kutscher der Gefängniskutsche bestochen hat. Dieser wurde allerdings auch von der britischen Regierung bestochen, und so endet die Fahrt nicht in der Freiheit, sondern vor dem St James’s Palace. Jack wird vor den britischen König George II. gebracht und dieser bittet ihn, für die Briten nach der Quelle der ewigen Jugend zu suchen. Dafür würde der König ihm Schiff, Besatzung und Barbossa als Kapitän zur Verfügung stellen. Jack schlägt das Angebot aber aus, als er erfährt, dass Barbossa die Black Pearl verloren hat, und flieht aus dem Palast. In einer Hafentaverne trifft er seinen Vater, Captain Teague, der ihm erklärt, dass man drei Dinge benötigt, damit die Quelle der ewigen Jugend Unsterblichkeit verleiht: die Träne einer Meerjungfrau und zwei besondere Kelche.
Wie Jack von Gibbs und seinem Vater erfahren hat, scheint sich jemand als Jack Sparrow auszugeben und eine Besatzung zu suchen. In der Taverne stellt Jack seinen Nachahmer und muss erfahren, dass es sich bei ihm um Angelica, eine seiner ehemaligen Geliebten, handelt. Angelica überwältigt ihn, und Jack wird von einem Zombie betäubt. Als er wieder erwacht, befindet er sich auf der Queen Anne’s Revenge, dem Schiff des berüchtigten Piraten Blackbeard. Angelica ist hier Erster Offizier und gibt sich als Blackbeards Tochter aus. Die Matrosen wissen nicht, dass sie auf der Suche nach der Quelle der ewigen Jugend sind, und werden von Zombies befehligt. Außerdem befindet sich noch der gefangene Missionar Philip an Bord der Revenge. Jack erfährt, dass einer der Offiziere die Zukunft sehen kann und vorausgesehen hat, dass Blackbeard nur noch zwei Wochen zu leben hat, bevor er von einem einbeinigen Mann ermordet wird, bei dem es sich vermutlich um Barbossa handelt. Währenddessen wird Gibbs, der ebenfalls den Ort der Quelle kennt, von der britischen Flotte in Dienst genommen. Nun beginnt ein Wettrennen zwischen den spanischen Seefahrern, der britischen Flotte und Blackbeard.
Um an die Träne der Meerjungfrau zu kommen, stellt Blackbeard den Meerjungfrauen bei White Cap Bay eine Falle: Er lässt einen Teil seiner Männer als Köder in Booten auf dem Meer treiben und lockt die Meerjungfrauen durch künstliches Licht von einem Leuchtturm an, während der Rest seiner Männer mit Fischernetzen am Ufer wartet. Als die Meerjungfrauen angreifen und den Großteil der Männer unter Wasser ziehen, sprengt Jack den Leuchtturm und durch einen der herabfallenden Steinblöcke wird eine der Meerjungfrauen eingeklemmt und kann daher nicht entfliehen. Alle anderen Meerjungfrauen entkommen und so wird nur sie gefangen genommen. Missionar Philip verliebt sich in sie und gibt ihr den Namen „Syrena“.
Auf der Insel angekommen, auf der sich die Quelle der ewigen Jugend befinden soll, trennt sich Jack Sparrow von der Gruppe, um die beiden Kelche zu holen. Zuvor erfährt er jedoch von Angelica, dass man für die ewige Jugend auch ein Opfer benötigt: Das Ritual besteht darin, dass beide Kelche mit dem heiligen Wasser des Jungbrunnens gefüllt werden, aber sich nur in einem der Kelche die Träne der Meerjungfrau befindet. Wer aus dem Kelch mit der Träne trinkt, erhält alle verbleibenden Lebensjahre der Person, die aus dem anderen Kelch trinkt. Da dieser Person alle Lebensjahre abgezogen werden, muss sie sterben. Währenddessen will Blackbeard die Meerjungfrau Syrena zum Weinen bringen, um an die Träne zu gelangen. Als er bemerkt, dass diese sich auch in Philip verliebt hat, tötet er den Missionar scheinbar. Doch Syrena kann sich beherrschen und weint nicht. Als Philip, der nur betäubt worden war, wieder erwacht, kehrt er zu Syrena zurück, um sie zu befreien. Erst als Philip ihr gesteht, wie viel sie ihm bedeutet, weint sie vor Freude, und Blackbeard fängt eine Träne auf. Sie wird daraufhin von Blackbeards Leuten an einen Pfosten gefesselt, während sie halb im Wasser hängt, sodass sie nach Tagesanbruch langsam im Sonnenlicht verbrennen soll.
Jack findet währenddessen heraus, dass die Spanier schneller waren und die Kelche bereits in ihrem Besitz haben. Zusammen mit Barbossa, den er auf dem Schiff von Ponce de León trifft, schleicht er sich in das Lager der Spanier und entwendet die Kelche. Es stellt sich heraus, dass Barbossa nur auf der Suche nach der Quelle ist, um dort auf Blackbeard zu treffen und sich an diesem für sein verlorenes Bein und die Black Pearl zu rächen. Jack bringt die Kelche zu Blackbeard, während Barbossa und seine Truppe ihm folgen. Die Gruppe findet schließlich die Quelle der ewigen Jugend, und es kommt zum Kampf zwischen Piraten, Engländern und den hinzustoßenden spanischen Truppen. Bei diesem Kampf wird Philip verletzt. Die Spanier zerstören den „heidnischen Ort“ und werfen die Kelche in das Wasser, während Blackbeard und Angelica durch Barbossas vergiftete Klinge tödlich verwundet werden. Jack versucht, Angelica, die er immer noch liebt, zu retten. Syrena, die unterdessen von Philip befreit wurde, händigt Jack die Kelche aus. Jack fragt Angelica und Blackbeard, wer sich für den anderen opfern will. Angelica möchte selbstlos ihren Vater retten, Blackbeard greift ohne weiteres nach dem vermeintlichen Kelch mit der Träne. Als das Schicksal beider besiegelt scheint, offenbart Jack, dass er die Kelche vertauscht hat, sodass Blackbeard stirbt und Angelica am Leben bleibt.
Syrena erzählt Philip, dass sie ihn retten kann, wenn er sie darum bittet. Mit letzter Kraft bittet Philip die Meerjungfrau um Vergebung, woraufhin sie ihn küsst und hinab ins Wasser zieht.
Captain Barbossa fordert Blackbeards Schwert (mit dem er das Tauwerk von Schiffen beeinflussen kann) und die Überlebenden aus Blackbeards Mannschaft ein. Sie kehren zurück auf die Queen Anne’s Revenge. Barbossa übernimmt das Kommando, legt seine königliche Uniform ab und wird wieder Pirat. Sein erstes Kommando ist daraufhin, nach Tortuga zu segeln.
Als Angelica wütend auf Jack ist und er ihr nach eigener Aussage nicht trauen kann, setzt er sie mit einer Pistole mit nur einem Schuss auf einer einsamen Insel aus. Als Jack sie verlässt, schießt Angelica ihm nach, trifft ihn aber nicht.
Am Strand trifft Jack wieder auf Gibbs, der Blackbeards Sammlung von Miniaturschiffen inklusive der Black Pearl von der Queen Anne’s Revenge gestohlen hat. Beide rätseln darüber, wie sie die Black Pearl befreien können.
Nach dem Abspann sieht man, wie eine zuvor von Blackbeard und dem Quartiermeister verwendete Voodoo-Puppe von Jack an den Strand der einsamen Insel gespült wird, auf der Angelica festsitzt.

## Produktionshintergrund
Pirates of the Caribbean – Fremde Gezeiten setzt die drei vorherigen Teile Fluch der Karibik aus dem Jahr 2003, Pirates of the Caribbean – Fluch der Karibik 2 aus dem Jahr 2006 sowie Pirates of the Caribbean – Am Ende der Welt aus dem Jahr 2007 fort. Er ist eine Koproduktion von Walt Disney Pictures und Jerry Bruckheimer Films.
Der Film basiert zum Teil auf dem Fantasy-Roman In fremderen Gezeiten von Tim Powers. Powers verkaufte die Rechte seines Buches an Disney.
Die Hauptfigur Jack Shandy wurde hierbei durch Jack Sparrow – gespielt von Johnny Depp – ersetzt. Auch Blackbeard und der Jungbrunnen wurden aus Powers Roman in den Film übernommen. Hinzugekommen sind einige neue Charaktere, wie Blackbeards Tochter Angelica, die von Penélope Cruz gespielt wird. Da die Schauspielerin während der Dreharbeiten schwanger war, wurden einige Szenen von ihrer Schwester Mónica Cruz gedoubelt.
Bereits 2008 wurde der Film angekündigt, die Dreharbeiten begannen im Juni 2010. Während seine Vorgänger größtenteils in der Karibik gedreht wurden, fand die Produktion von Pirates of the Caribbean – Fremde Gezeiten auf Hawaii statt. Der Film ist in Disney Digital 3-D, IMAX 3D sowie traditionellem zweidimensionalen Format erschienen.
Am 7. Mai hatte der Film im Disneyland Resort seine Premiere. Er kam am 19. Mai in die deutschsprachigen und am 20. Mai 2011 in die US-amerikanischen Kinos.
Die Filmreihe basiert auf einer Themenfahrt, die im Disneyland Resort am 18. März 1968 eröffnet wurde. Pirates of the Caribbean gilt als eine der beliebtesten und bekanntesten Disney-Attraktionen.

## Finanzieller Erfolg

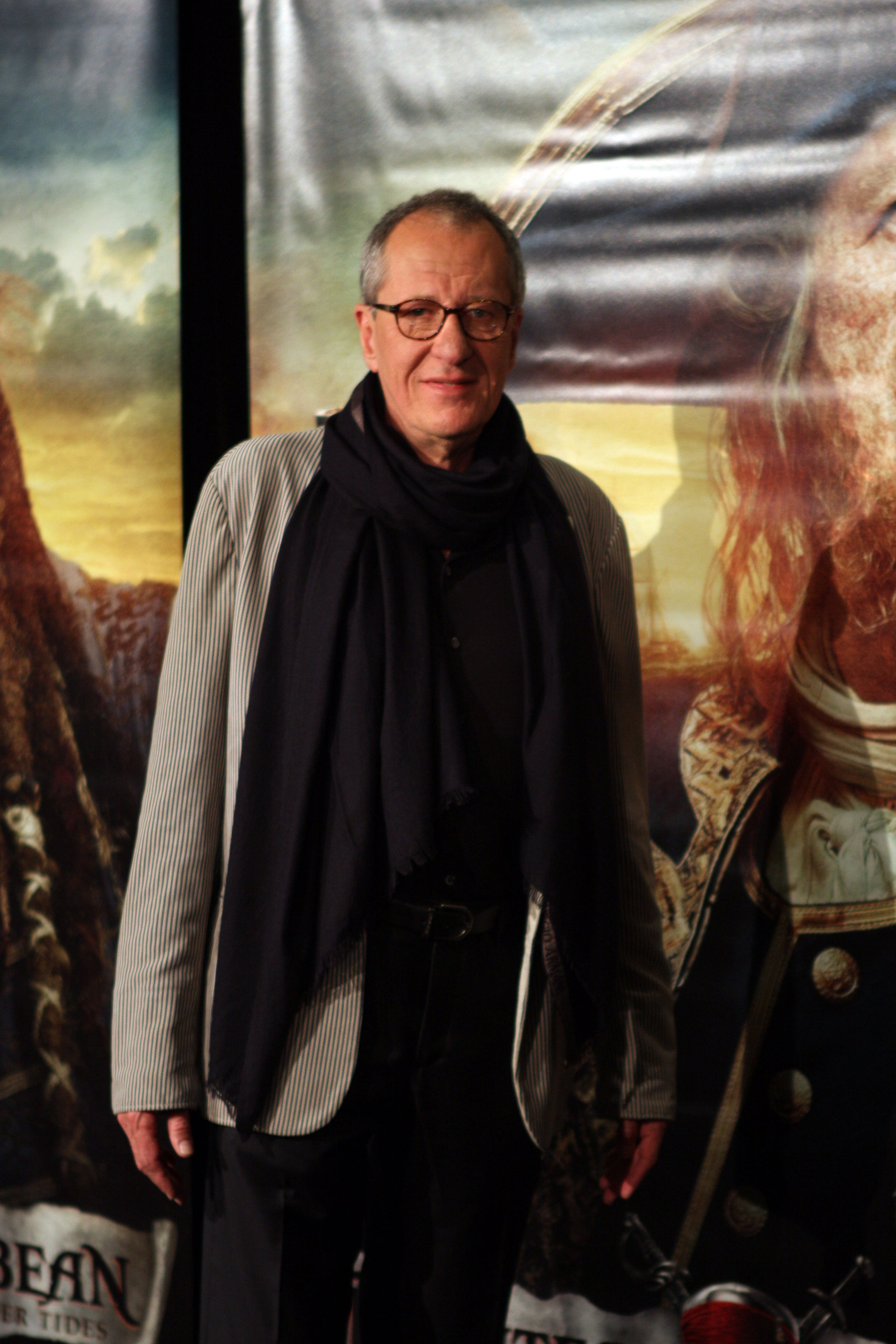
Geoffrey Rush bei der Premiere des Films in Australien

Weltweit spielte der Film über das Startwochenende rund 346,4 Mio. US-Dollar ein, davon 256,3 Mio. außerhalb der Vereinigten Staaten. Das ist das bisher beste internationale Startwochenende eines Filmes aller Zeiten.
In Deutschland kam der Film auf ein Wochenendeinspielergebnis von rund 13,7 Mio. Euro (1,32 Mio. Besucher), was laut Disney den besten Kinostart aller Zeiten an einem regulären Wochenende (ohne Previews) darstellt. Anfang Juli 2011 durchbrach Pirates of the Caribbean – Fremde Gezeiten beim weltweiten Einspielergebnis die Eine-Milliarde-Dollar-Grenze. Insgesamt spielte der Film rund 1,045 Milliarden US-Dollar ein und belegt damit Platz 48 (Stand: 19. April 2025) der erfolgreichsten Filme.
In Deutschland wurde der Film im Kino von 4,4 Millionen Besuchern gesehen. Der Kinostart markierte zugleich einen neuen 3D-Leinwandrekord in Deutschland: Auf insgesamt 1.309 Leinwänden wurde der vierte Fluch-der-Karibik-Teil gezeigt, davon allein 889 in 3D.

## Synchronisation
Im Unterschied zu den ersten drei Teilen wird Johnny Depp nicht von Marcus Off, sondern von David Nathan gesprochen. Hintergrund ist ein Rechtsstreit zwischen Off und Disney.
Die deutschsprachige Synchronisation entstand bei der FFS Film- & Fernseh-Synchron in Berlin nach einem Dialogbuch von Klaus Bickert. Dialogregie führten Simon Jäger und Axel Malzacher.
| Rolle                      | Darsteller                | Deutscher Sprecher                  |
| -------------------------- | ------------------------- | ----------------------------------- |
| Captain Jack Sparrow       | Johnny Depp               | David Nathan                        |
| Angelica                   | Mónica Cruz Penélope Cruz | Claudia Lössl                       |
| Captain Hector Barbossa    | Geoffrey Rush             | Martin Umbach                       |
| Blackbeard                 | Ian McShane               | Klaus-Dieter Klebsch                |
| Joshamee Gibbs             | Kevin McNally             | Bert Franzke                        |
| König George II.           | Richard Griffiths         | Wolfgang Völz                       |
| Scrum                      | Stephen Graham            | Olaf Reichmann Gesang: Thomas Amper |
| Lieutenant Theodore Groves | Greg Ellis                | Nicolas Böll                        |
| Lieutenant Gillette        | Damian O’Hare             | Viktor Neumann                      |
| Philip                     | Sam Claflin               | Norman Matt                         |
| Quartiermeister            | Ian Mercer                | Karl Schulz                         |
| Gunner                     | Deobia Oparei             | Tilo Schmitz                        |
| Captain Teague             | Keith Richards            | Reiner Schöne                       |
| Society Lady               | Judi Dench                | Gisela Fritsch                      |
| Syrena                     | Àstrid Bergès-Frisbey     | Anna Grisebach                      |

### Klage gegen Disney
Im Jahr 2008 verklagte Off Disney, um nachträglich ein erheblich höheres Honorar zu bekommen als vertraglich vereinbart. Er begründete die Klage damit, dass Künstler bei erheblichem kommerziellen Erfolg eines Werkes nach dem Urheberrecht ein Anrecht darauf haben, über bereits gezahlte Honorare hinaus an diesem Erfolg beteiligt zu werden (auffälliges Missverhältnis nach § 32a Abs. 2 Satz 1 UrhG). Off wurde dabei vom Interessen-Verband der Synchronschauspieler (IVS) unterstützt, weil die Klage für den Verband grundsätzliche Bedeutung hat. Disney bestritt die Forderung mit der Begründung, ein Synchronsprecher sei ähnlich einem Nachrichtensprecher kein Künstler. Off verlor in den ersten beiden Instanzen, bekam aber vor dem Bundesgerichtshof teilweise recht. Das Bundesgericht sah im Gegensatz zu den Vorinstanzen in einer Synchronisierung einen Beitrag, der durchaus eine gewisse Bedeutung für das Kunstwerk Film haben kann, und verwies das Verfahren zur erneuten Prüfung an die Vorinstanz, ob die Honorarhöhe bereits angemessen war. Nur bei ganz niedrigen Kreativleistungen könne ein solcher Anspruch ohne Einzelfallprüfung ausgeschlossen werden.

## Kritiken
„Die Filme haben das altmodische Amüsement für die Leinwand gehörig hochgetunt, jetzt auch mit den obligatorischen, aber hier eher verzichtbaren, 3-D-Effekten. Und wie im Karussell fährt man eigentlich gerne noch eine Runde mit Jack Sparrow, denn es hat früher schließlich auch Spaß gemacht. Jedenfalls bis man merkt, dass man sich nur im Kreis bewegt.“

„Die Fluch der Karibik-Macher haben sich nach den eher enttäuschenden Teilen zwei und drei besonnen und überlassen die monumentalen CGI-Effektschlachten dieses Jahr lieber Michael Bay und seinem einen Monat später startenden Transformers 3. Stattdessen setzt der neue Regisseur Rob Marshall lieber auf geradezu klassische Abenteuerunterhaltung und beschert dem Publikum vor allem auch dank einer Johnny Depp jederzeit ebenbürtigen Penélope Cruz kurzweilige 140 Minuten temporeiches Sommerkino.“

„In Sachen Originalität und Esprit übertrifft Fremde Gezeiten den Vorgänger locker. Allerdings konnten es sich die Macher auch dieses Mal nicht verkneifen, die dünne Geschichte künstlich aufzublasen. Ohne so manch seichten Dialog und unnötigen Storytwist hätte der Piratenspaß das Zeug zum Popcorn-Klassiker gehabt. Fazit: Knalliges Seeräuberspektakel, das dem Zuschauer trotz einiger Längen zweieinhalb Stunden launige Blockbuster-Unterhaltung bietet.“

„Der Look entspricht in etwa dem der Vorgänger, wie Sparrows Lidstrich mit entsprechend kräftigem Farbauftrag- und Kontrasten bei Kostümen und Ausstattung. Üppiges echtes Dschungelgrün und Traumküstenabschnitte gehen nahtlos in von John Myhre (Oscar-prämiert für Die Geisha) und seinem Team opulent ausgestattete Studiokulissen oder auch Originalschauplätze über. Perfektes Eskapismus-Kino, Fortsetzung folgt.“

„Pirates of the Caribbean – Fremde Gezeiten macht ein paar Dinge richtig, andere eindeutig nicht und über vieles lässt sich probat streiten. Johnny Depp ist wieder nett anzuschauen, der Neureiz der Jack-Sparrow-Show ist inzwischen aber äußerst gering und die Story hat insgesamt so wenig Fahrwasser unterm Bug, dass jede Sandbank zum Teufelsriff wird. Trotzdem hat der Film fraglos seine gewinnenden Momente, aber ebenso reichlich Längen, die den Spaß wieder ungemein trüben. Überdies macht sich der Abgang zweier wesentlicher Figuren spürbar negativ bemerkbar, da die Kompensation nicht wirklich gelingen will. Man möchte Captain Jack Sparrow zwar stets Wind in seinen Segeln wünschen, aber diese Vorstellung kommt leider über eine Flaute nicht hinaus.“

„Der Abenteuerfilm wartet mit furioser Säbelakrobatik, märchenhaftem Seemannsgarn, charismatischen Altstars und komischen Scharmützeln um die schräge Hauptfigur auf, ist erzählerisch aber weit davon entfernt, die Filmserie zu verjüngen oder gar durch originelle Einfälle zu erweitern. Die 3D-Version bringt keine zusätzlichen Schauwerte.“

## Fortsetzung
Das Drehbuch für eine weitere Fortsetzung, Teil 5 der Serie, war schon beim Start von Pirates of the Caribbean – Fremde Gezeiten fertig. Der Film war für das Jahr 2013 geplant. Da das Drehbuch von Terry Rossio den Produzenten und dem Hauptdarsteller Johnny Depp allerdings nicht gut genug war, wurde ein neues Drehbuch in Auftrag gegeben, welches von Jeff Nathanson verfasst wurde. Der Kinostart wurde im Frühjahr 2013 für den 10. Juli 2015 angekündigt, dieses Datum jedoch im September 2013 widerrufen. Im Mai 2013 wurde bekannt, dass Joachim Rønning und Espen Sandberg bei dem Projekt Regie führen sollen. Der Film trägt den Titel Pirates of the Caribbean: Salazars Rache (Pirates of the Caribbean: Dead Men Tell No Tales) und feierte am 11. Mai 2017 in Shanghai Premiere. Neben Johnny Depp haben Brenton Thwaites und Javier Bardem Hauptrollen übernommen, darüber hinaus hat auch Kaya Scodelario eine Rolle übernommen. Die Dreharbeiten des Films fanden 2015 statt.